# Kępa Potocka (wyspa)
Kępa Potocka – zalądowiona na przełomie XIX i XX w. wyspa na Wiśle w Warszawie, następnie określenie części miasta.

## Położenie i charakterystyka
Kępa Potocka to istniejąca do XIX w. lub początku XX w. kępa, czyli wyspa na rzece położona po lewej, zachodniej stronie Wisły, w sąsiedztwie Marymontu. Według mapy z 1879 roku mogła mieć maksymalnie ok. 2,1 km długości i ponad 400 m szerokości. Po zmianie nurtu rzeki i uzyskaniu połączenia z lądem stała się fragmentem terasy zalewowej. W miejscu dawnej odnogi powstało starorzecze Łacha Potocka. Według państwowego rejestru nazw geograficznych północna część wyspy wchodziła w skład dawnej wsi Ruda Ewansa.
Nazwa wyspy wywodzi się od dawnej miejscowości Potok.
Na mapie z 1918 roku wyspa dzieli się na trzy odrębnie nazwane części, od północy: Kępa Majoracka, Kępa Potocka i Kępa Rządowa. W dwudziestoleciu międzywojennym nazwy Kępa Potocka zaczęto używać także w kontekście obszarów położonych na zachód od Łachy Potockiej. Na niemieckiej mapie z 1941 roku, gdzie uwidoczniono stałe połączenie z lądem, dzieli się na dwie części − Kępę Potocką i Kępę Sopocką.
W czasie powstania warszawskiego, w dniach 16–21 września 1944 roku, miały tu miejsce walki pomiędzy Niemcami a 6 Pułkiem 2 Dywizji Piechoty im. Dąbrowskiego ludowego Wojska Polskiego. Dokonał on desantu przez rzekę po zdobyciu Pragi. Operacja nie powiodła się, w jej wyniku zginęło 250 polskich żołnierzy, a zgrupowanie ewakuowano.
W 1961 roku na części terenu, wzdłuż Łachy Potockiej, urządzono park Kępa Potocka, którego projektantami byli Karol Kozłowski i Elżbieta Jankowska. W latach 1964–1969 w sąsiedztwie, na południu, powstało osiedle Kępa Potocka składające się z czterech budynków mieszkalnych wielorodzinnych. W latach 1972–1975 ulicę Wybrzeże Gdyńskie włączono w Wisłostradę. W latach 1976–1981 wybudowano Trasę Toruńską wraz z mostem Grota Roweckiego. Od 1981 roku jej odcinek przebiegający m.in. nad Kępą Potocką nosi nazwę Armii Krajowej. Przy przecięciu z Wisłostradą tworzy węzeł drogowy o nazwie Wisłostrada. Oprócz tego obszar dawnej wyspy zajmują także tereny rekreacyjne, w tym zaplanowane pierwotnie dla klubu sportowego Spójnia Warszawa, oraz ogródki działkowe. W latach 2003–2004 pod adresem Wybrzeże Gdyńskie 4 wybudowano Centrum Olimpijskie, siedzibę Polskiego Komitetu Olimpijskiego.
Leży na terenie warszawskich dzielnic Żoliborz (MSI: Marymont-Potok) i Bielany (MSI: Marymont-Ruda).

## Przyroda
Północna część obszaru dawnej wyspy znajduje się w otulinie rezerwatu przyrody Las Bielański, a całość w granicach Warszawskiego Obszaru Chronionego Krajobrazu. Tereny nadrzeczne stanowią część obszaru Natura 2000 w ramach dyrektywy ptasiej – Dolina Środkowej Wisły. Na Kępie Potockiej rośnie topola czarna o obwodzie ponad 760 cm chroniona od 1976 roku jako pomnik przyrody.
Zgodnie z badaniem z 2004 roku na Kępie Potockiej stwierdzono występowanie takich gatunków ptaków jak: łabędź niemy, kaczka krzyżówka, kuropatwa, dzięcioł białoszyi, jaskółka oknówka, słowik rdzawy, muchołówka żałobna, pełzacz leśny i gąsiorek. Tereny nadwiślańskie stanowią też siedlisko wielu ssaków, występują m.in. jeż wschodni, kret, dziki królik, kuna leśna i sarna. Park Kępa Potocka porastają topole, wierzby, lipy i klony.

## Galeria
| - Wyspa na mapie z 1918 roku. Zaznaczone: Kępa Majoracka, Kępa Potocka i Kępa Rządowa - Widok na pozostałości wyspy od południa, widoczne od prawej: budynek osiedla Kępa Potocka, Łacha Potocka i ulica Wybrzeże Gdyńskie |